# Stenasilus brasiliensis
Stenasilus brasiliensis är en tvåvingeart som först beskrevs av Ignaz Rudolph Schiner 1867.  Stenasilus brasiliensis ingår i släktet Stenasilus och familjen rovflugor. Inga underarter finns listade i Catalogue of Life.